# Camisa ouro

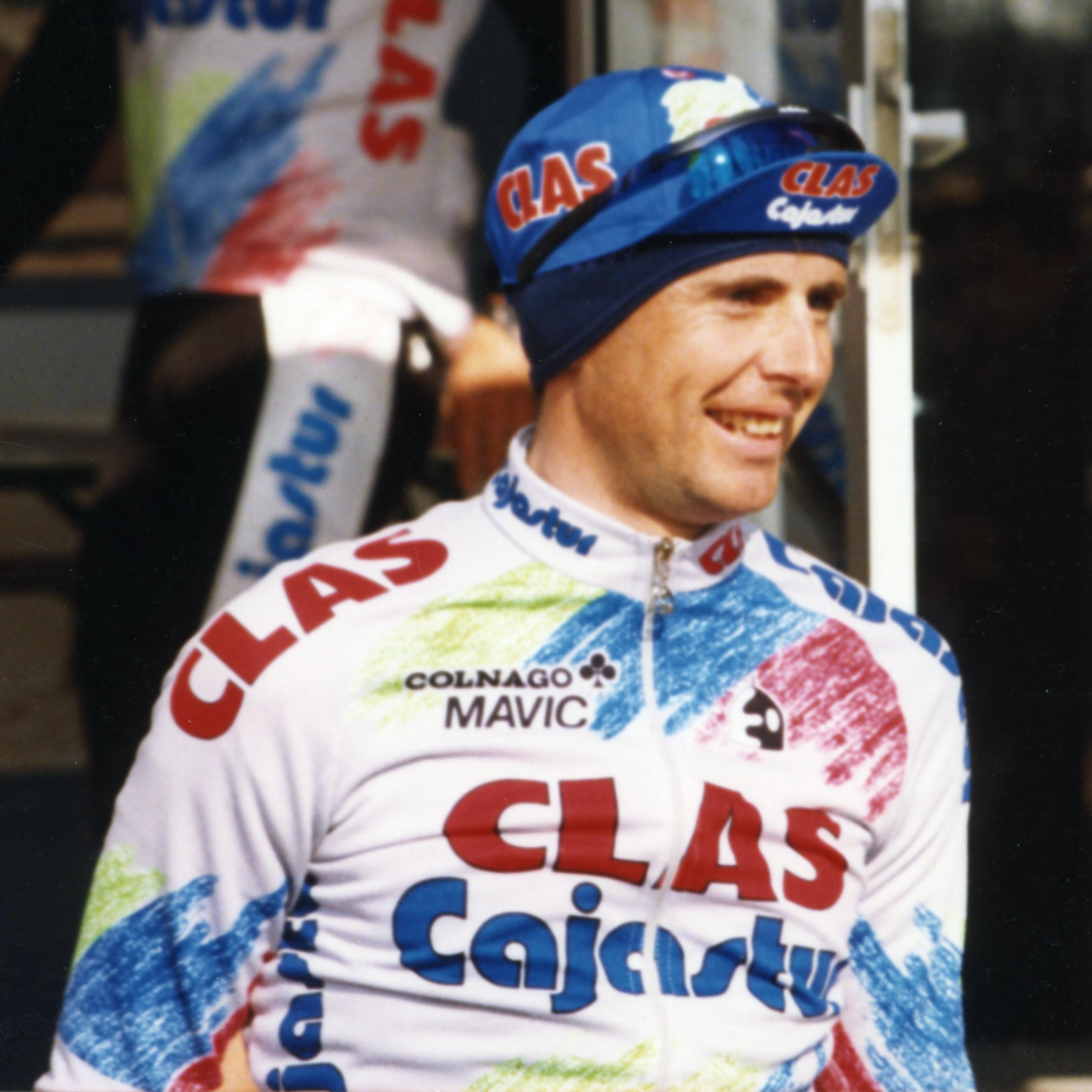
Tony Rominger, que venceu a Vuelta três vezes

A Vuelta a España é uma prova anual de ciclismo de estrada. Criada em 1935 pelo jornal espanhol Informaciones, a Volta é uma corrida das três "Grandes Voltas", juntamente com o Volta a França e Volta a Itália. Inicialmente, a corrida foi realizada em abril/maio, mas, em 1995, foi transferida para setembro. A corrida normalmente cobre cerca de 3.500 quilômetros de 2.200 mi), embora tenha variado, passando por Espanha e países, com uma proximidade na Europa. A corrida é dividida em segmentos de dia chamado de etapas. Os tempos de chegada individuais de cada etapa, são somados para determinar o vencedor, ao final da corrida. O curso muda a cada ano, mas, tradicionalmente é concluído em Madrid.
Roberto Heras detém o recorde de maior número de vitórias, com quatro, apesar da sua vitória em 2005 foi oficial só depois de um bem sucedido recurso à um tribunal para que anule a sua primeira desqualificação para EPO na corrida em 2005. Alberto Contador, Tony Rominger e Primož Roglič já venceram três vezes. Ciclistas espanhois ganharam mais Vueltas; 23 ciclistas ganharam 29 Vueltas entre eles. Os ciclistas franceses estão em segundo, com nove vitórias e corredores belgas estão em terceiro, com sete vitórias. O atual campeão é Primož Roglič do Team Jumbo-Visma, que venceu a edição da Volta a Espanha de 2021

## História

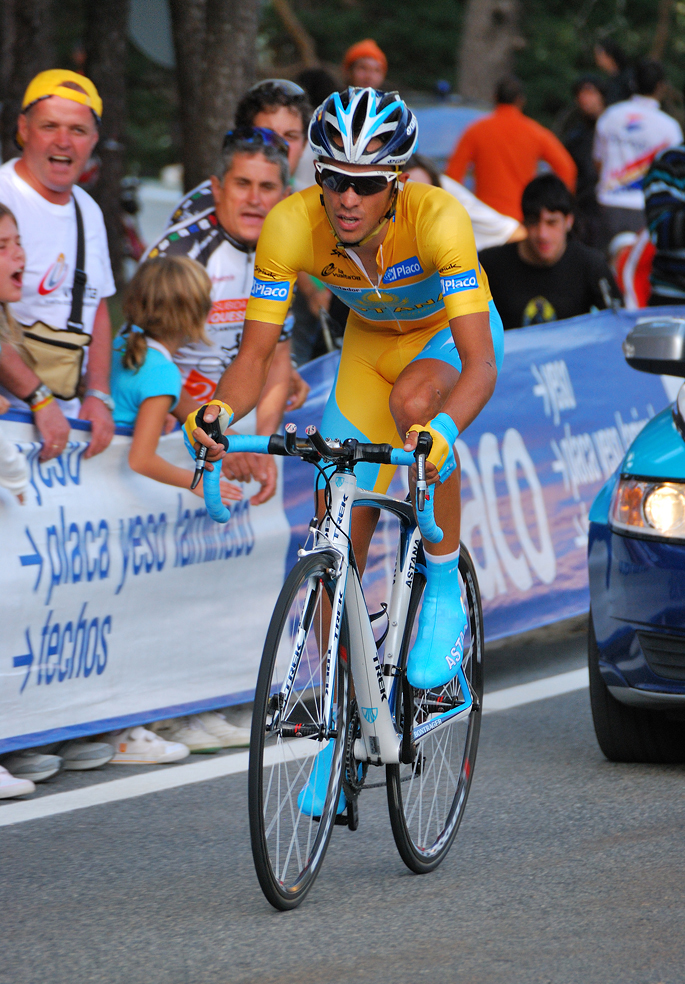
Alberto Contador de ouro jersey, que foi substituído por uma camisa vermelha em 2010, o que representa o líder na classificação geral.

A Volta a Espanha foi criada em 1935 pelo jornal Informaciones após o sucesso do Tour de France e Giro d'Italia, que também tinha sido estabelecido pelos jornais. A primeira corrida foi vencida por Gustaaf Deloor, que venceu novamente no ano seguinte. A Volta foi suspensa por quatro anos, de 1937 a 1940, devido à Guerra Civil espanhola. A primeira corrida após a guerra civil, em 1941 , foi ganha por Julián Berrendero, que também ganhou o ano seguinte. A Volta foi suspensa entre 1943 e 1944, devido à Segunda Guerra Mundial. Delio Rodríguez ganhou a primeira Volta após a guerra, ciclistas espanhóis ganhou mais dois Vueltas em 1946 e 1948. A Volta não foi realizada em 1949. Emilio Rodríguez foi o vencedor em 1950, antes da Volta foi suspenso a partir de 1951 a 1954 como Espanha isolamento durante o regime de Franco levou ao decréscimo do interesse internacional na corrida.
João Dotto ganhou a primeiro Volta depois de quatro anos de suspensão, em 1955. Angelo Conterno foi o vencedor no ano seguinte, por uma margem de 13 segundos mais de Jesús Loroño. Loroño foi vitorioso em 1957 com Conterno ausente. Rudi Altig tornou-se o primeiro alemão a ganhar a Vuelta em 1962. O francês Jacques Anquetil ganhou em 1963, em fazendo isso, ele se tornou o primeiro ciclista a vencer as três Grand Tours. ciclista Belga Eddy Merckx correspondência Anquetil conquista ao vencer os três Grand Tours, quando ele venceu a Vuelta em 1973. No ano seguinte, José Manuel Fuente venceu a Vuelta em 11 segundos.
Bernard Hinault venceu a Vuelta em 1978, ano em que também venceu o Tour de France. Ele venceu a Vuelta em 1983. No ano seguinte, Éric Caritoux venceu a Vuelta a menor margem de sempre, ele ganhou por seis segundos sobre Alberto Fernández. Pedro Delgado venceu a Vuelta em 1985. Colombiano Luis Herrera se tornou o primeiro não-Europeu vencedor da Vuelta em 1987. Sean Kelly foi vitoriosa em 1988, e, no ano seguinte Delgado ganhou sua segunda Volta.
Ciclistas suíços dominaram a década de 1990; Tony Rominger ganhou um recorde de três Voltas em sucessão a partir de 1992 a 1994. Laurent Jalabert foi vitorioso em 1995, ele também ganhou os pontos e a classificação de montanha tornando-se a terceira pessoa a vencer todas estas classificações em um único Grand Tour. Alex Zülle ganhou duas Voltas em sucessão, em 1996 e 1999. O alemão Jan Ullrich, foi o vencedor em 1999. Roberto Heras ganhou a sua primeira Volta em 2000, ele ganhou mais duas, em 2003 e 2004. Em 2005 ele parecia ter ganhado um registro quarta Volta, no entanto, mais tarde ele foi destituído de seu título depois de falhar uma droga-teste de controle. Em segundo lugar , Denis Menchov, tornou-se o vencedor.
Alexander Vinokourov ganhou a 2006 Volta a Espanha com a Astana equipe. Menchov, venceu sua segunda turnê, em 2007. Alberto Contador venceu a 2008 Vuelta; a vitória significava que ele se tornou o quinto ciclista a vencer as três Grand Tours. Alejandro Valverde foi o vencedor em 2009. No ano seguinte Valverde foi incapaz de defender o seu título depois de ser suspenso por dois anos por seu envolvimento na "Operação Puerto caso de doping. Vincenzo Nibali ganhou a 2010 Vuelta. Juan José Cobo ganhou a 2011 por treze segundos.
Contador venceu a sua segunda Volta em 2012. - Americano Chris Horner, tornou-se o mais antigo Grande vencedor do Tour com 41 anos de idade, quando ele venceu a Vuelta em 2013. Contador venceu a prova pela terceira vez, em 2014, como ele derrotou Chris Froome por 1' 10". Fabio Aru ganhou em 2015, tendo o jersey vermelho de Tom, Mestre em segundo ao último estágio, graças a uma excelente equipe de estratégia. Táticas desempenhou um papel-chave na Nairo Quintana's 2016 ganhar, quando ele alinhado com o Contador no décimo quinto estágio e estragou a corrida de distância. Em 2017, depois de seis tentativas, que incluiu três segundos lugares, Froome, finalmente, venceu a corrida que tinha escapado a ele e completou o raro Tour-Tour de casal, tendo acabado de sair de seu quarto Tour de France vitória.

## Ganhadores
| † | O vencedor ganhou a classificação de pontos no mesmo ano                     |
| * | O vencedor ganhou montanhas de classificação no mesmo ano                    |
| # | O vencedor ganhou classificação da combinada no mesmo ano                    |
| ‡ | O vencedor ganhou calssificação de pontos e o Rei das Montanhas no mesmo ano |
| & | O vencedor ganhou classificação de pontos e combinada no mesmo ano           |

- O "Ano" coluna refere-se ao ano que o concurso foi realizado, e wikilinks para o artigo sobre a temporada.
- A "Distância" coluna refere-se à distância através da qual a prova foi realizada.
- A "Margem" coluna refere-se à margem de tempo ou pontos que o vencedor derrotou o vice-campeão.
- As "vitórias" coluna refere-se ao número de vitórias, o vencedor teve durante a corrida.

| Ano  | País               | Ciclista              | Sponsor/equipa                            | Distância               | Tempo        | Margem    | Vit. etapas |
| ---- | ------------------ | --------------------- | ----------------------------------------- | ----------------------- | ------------ | --------- | ----------- |
| 1935 | Bélgica            | Gustaaf Deloor        | —                                         | 3 245 km (2 000 mi)     | 120h 00' 07" | + 13' 28" | 3           |
| 1936 | Bélgica            | Gustaaf Deloor        | —                                         | 4 364 km (2 700 mi)     | 150h 07' 54" | + 11' 39" | 3           |
| 1937 | —                  | Não disputado         | —                                         | —                       | —            | —         | —           |
| 1938 | —                  | Não disputado         | —                                         | —                       | —            | —         | —           |
| 1939 | —                  | Não disputado         | —                                         | —                       | —            | —         | —           |
| 1940 | —                  | Não disputado         | —                                         | —                       | —            | —         | —           |
| 1941 | Espanha            | Julián Berrendero     | —                                         | 4 406 km (2 700 mi)     | 168h 45' 26" | + 1' 07"  | 2           |
| 1942 | Espanha            | Julián Berrendero*    | —                                         | 3 688 km (2 300 mi)     | 134h 05' 09" | + 8' 38"  | 2           |
| 1943 | —                  | Não disputado         | —                                         | —                       | —            | —         | —           |
| 1944 | —                  | Não disputado         | —                                         | —                       | —            | —         | —           |
| 1945 | Espanha            | Delio Rodríguez       | —                                         | 3 803 km (2 400 mi)     | 135h 43' 55" | + 30' 08" | 6           |
| 1946 | Espanha            | Dalmacio Langarica    | —                                         | 3 836 km (2 400 mi)     | 137h 10' 38" | + 17' 32" | 6           |
| 1947 | Bélgica            | Edward Van Dijck      | —                                         | 3 893 km (2 400 mi)     | 132h 27' 00" | + 2' 14"  | 2           |
| 1948 | Espanha            | Bernardo Ruiz         | Udsans–Portaminas Alas Color              | 3 990 km (2 500 mi)     | 155h 06' 30" | + 9' 07"  | 3           |
| 1949 | —                  | Não disputado         | —                                         | —                       | —            | —         | —           |
| 1950 | Espanha            | Emilio Rodríguez*     | —                                         | 3 932 km (2 400 mi)     | 134h 49' 19" | + 15' 30" | 5           |
| 1951 | —                  | Não disputado         | —                                         | —                       | —            | —         | —           |
| 1952 | —                  | Não disputado         | —                                         | —                       | —            | —         | —           |
| 1953 | —                  | Não disputado         | —                                         | —                       | —            | —         | —           |
| 1954 | —                  | Não disputado         | —                                         | —                       | —            | —         | —           |
| 1955 | França             | Jean Dotto            | França                                    | 2 740 km (1 700 mi)     | 81h 04' 02"  | + 3' 06"  | 0           |
| 1956 | Itália             | Angelo Conterno       | Itália                                    | 3 531 km (2 200 mi)     | 105h 37' 52" | + 13"     | 1           |
| 1957 | Espanha            | Jesús Loroño          | Espanha                                   | 2 967 km (1 800 mi)     | 84h 44' 06"  | + 8' 11"  | 1           |
| 1958 | França             | Jean Stablinski       | França                                    | 3 241,8 km (2 014,4 mi) | 94h 54' 21"  | + 2' 51"  | 1           |
| 1959 | Espanha            | Antonio Suárez        | Predefinição:Dados ciclismo Licor 43      | 3 048 km (1 900 mi)     | 84h 36' 20"  | + 1' 06"  | 2           |
| 1960 | Bélgica            | Frans De Mulder       | Predefinição:Dados ciclismo Groene Leeuw  | 3 567 km (2 200 mi)     | 103h 05' 57" | + 15' 21" | 4           |
| 1961 | Espanha            | Angelino Soler        | Predefinição:Dados ciclismo Faema         | 2 856,5 km (1 774,9 mi) | 77h 36' 17"  | + 51"     | 1           |
| 1962 | Alemanha Ocidental | Rudi Altig†           | Predefinição:Dados ciclismo Saint-Raphaël | 2 813 km (1 700 mi)     | 78h 35' 27"  | + 7' 14"  | 3           |
| 1963 | França             | Jacques Anquetil      | Predefinição:Dados ciclismo Saint-Raphaël | 2 442 km (1 500 mi)     | 64h 46' 20"  | + 3' 06"  | 1           |
| 1964 | França             | Raymond Poulidor      | Predefinição:Dados ciclismo Mercier       | 2 860 km (1 800 mi)     | 78h 23' 35"  | + 33"     | 1           |
| 1965 | Alemanha Ocidental | Rolf Wolfshohl        | Predefinição:Dados ciclismo Mercier       | 3 410 km (2 100 mi)     | 92h 36' 03"  | + 6' 36"  | 0           |
| 1966 | Espanha            | Francisco Gabica      | Kas–Kaskol                                | 2 949,5 km (1 832,7 mi) | 78h 53' 55"  | + 39"     | 1           |
| 1967 | Holanda            | Jan Janssen†          | Predefinição:Dados ciclismo Pelforth      | 2 941 km (1 800 mi)     | 76h 38' 04"  | + 1' 43"  | 1           |
| 1968 | Itália             | Felice Gimondi        | Predefinição:Dados ciclismo Salvarani     | 3 014 km (1 900 mi)     | 78h 29' 00"  | + 2' 15"  | 1           |
| 1969 | França             | Roger Pingeon         | Predefinição:Dados ciclismo Peugeot       | 2 921,4 km (1 815,3 mi) | 73h 18' 45"  | + 1' 54"  | 2           |
| 1970 | Espanha            | Luis Ocaña            | Predefinição:Dados ciclismo Bic           | 3 568 km (2 200 mi)     | 89h 57' 12"  | + 1' 18"  | 2           |
| 1971 | Bélgica            | Ferdinand Bracke      | Predefinição:Dados ciclismo Peugeot       | 2 892 km (1 800 mi)     | 73h 50' 05"  | + 59"     | 0           |
| 1972 | Espanha            | José Manuel Fuente#   | Kas–Kaskol                                | 3 086,6 km (1 917,9 mi) | 84h 34' 14"  | + 6' 34"  | 1           |
| 1973 | Bélgica            | Eddy Merckx&          | Predefinição:Dados ciclismo Molteni       | 3 080,9 km (1 914,4 mi) | 84h 40' 50"  | + 3' 46"  | 6           |
| 1974 | Espanha            | José Manuel Fuente    | Kas–Kaskol                                | 2 991 km (1 900 mi)     | 84h 48' 18"  | + 11"     | 2           |
| 1975 | Espanha            | Agustín Tamames       | Predefinição:Dados ciclismo Super Ser     | 3 104,4 km (1 929,0 mi) | 88h 00' 56"  | + 14"     | 5           |
| 1976 | Espanha            | José Pesarrodona      | Kas–Campagnolo                            | 3 341 km (2 100 mi)     | 93h 19' 10"  | + 1' 03"  | 0           |
| 1977 | Bélgica            | Freddy Maertens       | Predefinição:Dados ciclismo Flandria      | 2 785,5 km (1 730,8 mi) | 78h 54' 36"  | + 2' 51"  | 13          |
| 1978 | França             | Bernard Hinault       | Predefinição:Dados ciclismo REN           | 2 990 km (1 900 mi)     | 85h 24' 14"  | + 3' 02"  | 5           |
| 1979 | Holanda            | Joop Zoetemelk        | Predefinição:Dados ciclismo Mercier       | 3 165,5 km (1 967,0 mi) | 94h 57' 03"  | + 2' 43"  | 2           |
| 1980 | Espanha            | Faustino Rupérez      | Predefinição:Dados ciclismo ZOR           | 3 226 km (2 000 mi)     | 88h 23' 21"  | + 2' 15"  | 2           |
| 1981 | Itália             | Giovanni Battaglin    | Predefinição:Dados ciclismo CAR           | 3 531,3 km (2 194,2 mi) | 98h 04' 49"  | + 2' 09"  | 1           |
| 1982 | Espanha            | Marino Lejarreta      | Predefinição:Dados ciclismo Teka          | 3 423 km (2 100 mi)     | 95h 47' 23"  | + 18"     | 1           |
| 1983 | França             | Bernard Hinault       | Predefinição:Dados ciclismo REN           | 3 399 km (2 100 mi)     | 94h 28' 26"  | + 1' 12"  | 2           |
| 1984 | França             | Éric Caritoux         | Predefinição:Dados ciclismo SKIL          | 3 361,6 km (2 088,8 mi) | 90h 08' 03"  | + 6"      | 1           |
| 1985 | Espanha            | Pedro Delgado         | Predefinição:Dados ciclismo Artiach       | 3 467,6 km (2 154,7 mi) | 95h 58' 00"  | + 36"     | 1           |
| 1986 | Espanha            | Álvaro Pino           | Predefinição:Dados ciclismo ZOR           | 3 675 km (2 300 mi)     | 98h 16' 04"  | + 1' 06"  | 1           |
| 1987 | Colômbia           | Luis Herrera*         | Predefinição:Dados ciclismo CAF           | 3 921,4 km (2 436,6 mi) | 105h 34' 25" | + 1' 04"  | 1           |
| 1988 | Irlanda            | Sean Kelly†           | Kas–Canal 10                              | 3 428,4 km (2 130,3 mi) | 89h 19' 23"  | + 1' 27"  | 2           |
| 1989 | Espanha            | Pedro Delgado         | Reynolds                                  | 3 656,6 km (2 272,1 mi) | 93h 01' 17"  | + 35"     | 2           |
| 1990 | Itália             | Marco Giovannetti     | Predefinição:Dados ciclismo Seur          | 3 711 km (2 300 mi)     | 94h 36' 00"  | + 1' 28"  | 0           |
| 1991 | Espanha            | Melcior Mauri         | ONCE                                      | 3 213,2 km (1 996,6 mi) | 82h 48' 07"  | + 2' 52"  | 3           |
| 1992 | Suíça              | Tony Rominger         | CLAS–Cajastur                             | 3 558,1 km (2 210,9 mi) | 96h 14' 50"  | + 1' 04"  | 1           |
| 1993 | Suíça              | Tony Rominger‡        | CLAS–Cajastur                             | 3 585,5 km (2 227,9 mi) | 96h 07' 03"  | + 29"     | 3           |
| 1994 | Suíça              | Tony Rominger         | Mapei–CLAS                                | 3 531,1 km (2 194,1 mi) | 92h 07' 48"  | + 7' 28"  | 6           |
| 1995 | França             | Laurent Jalabert‡     | ONCE                                      | 3 637,6 km (2 260,3 mi) | 95h 30' 33"  | + 4' 22"  | 5           |
| 1996 | Suíça              | Alex Zülle            | ONCE                                      | 3 947 km (2 500 mi)     | 97h 31' 46"  | + 6' 23"  | 1           |
| 1997 | Suíça              | Alex Zülle            | ONCE                                      | 3 759,2 km (2 335,9 mi) | 91h 15' 55"  | + 5' 07"  | 1           |
| 1998 | Espanha            | Abraham Olano         | Banesto                                   | 3 781 km (2 300 mi)     | 93h 44' 08"  | + 1' 23"  | 1           |
| 1999 | Alemanha           | Jan Ullrich           | Team Telekom                              | 3 548,7 km (2 205,1 mi) | 89h 52' 03"  | + 4' 15"  | 2           |
| 2000 | Espanha            | Roberto Heras†        | Kelme–Costa Blanca                        | 2 894 km (1 800 mi)     | 70h 26' 14"  | + 2' 33"  | 2           |
| 2001 | Espanha            | Ángel Casero          | Festina                                   | 3 012,2 km (1 871,7 mi) | 70h 49' 05"  | + 47"     | 0           |
| 2002 | Espanha            | Aitor González        | Kelme–Costa Blanca                        | 3 128,7 km (1 944,1 mi) | 75h 13' 52"  | + 2' 14"  | 3           |
| 2003 | Espanha            | Roberto Heras         | US Postal                                 | 2 958,3 km (1 838,2 mi) | 69h 31' 52"  | + 28"     | 1           |
| 2004 | Espanha            | Roberto Heras#        | Liberty Seguros                           | 2 894 km (1 800 mi)     | 77h 42' 46"  | + 2' 13"  | 1           |
| 2005 | Espanha            | Roberto Heras[A]      | Liberty Seguros–Würth                     | 3 356 km (2 100 mi)     | 82h 22' 55"  | + 4' 36"  | 2           |
| 2006 | Cazaquistão        | Alexander Vinokourov# | Astana                                    | 3 202,1 km (1 989,7 mi) | 81h 23' 07"  | + 1' 12"  | 3           |
| 2007 | Rússia             | Denis Menchov#        | Rabobank                                  | 3 291,3 km (2 045,1 mi) | 80h 59' 07"  | + 3' 31"  | 1           |
| 2008 | Espanha            | Alberto Contador#     | Astana                                    | 3 142,5 km (1 952,7 mi) | 80h 40' 08"  | + 46"     | 2           |
| 2009 | Espanha            | Alejandro Valverde#   | Caisse d'Epargne                          | 3 293,6 km (2 046,5 mi) | 87h 22' 37"  | + 55"     | 0           |
| 2010 | Itália             | Vincenzo Nibali#      | Liquigas-Doimo                            | 3 333,8 km (2 071,5 mi) | 87h 18' 33"  | + 3' 02"  | 0           |
| 2011 | Espanha            | Juan José Cobo#       | Geox–TMC                                  | 3 300 km (2 100 mi)     | 84h 59' 31"  | + 13"     | 1           |
| 2012 | Espanha            | Alberto Contador      | Team Saxo Bank-Tinkoff Bank               | 3,360,2 km (2,1 mi)     | 84h 59' 49"  | +1' 16"   | 1           |
| 2013 | Estados Unidos     | Chris Horner#         | RadioShack-Leopard                        | 3,358,9 km (2,09 mi)    | 84h 36' 04"  | + 37"     | 1           |
| 2014 | Espanha            | Alberto Contador#     | Team Saxo Bank                            | 3,181,5 km (1,98 mi)    | 81h 25' 05"  | +1' 10"   | 2           |
| 2015 | Itália             | Fabio Aru             | Astana                                    | 3,358,1 km (2,09 mi)    | 85h 36' 13"  | +57"      | 0           |
| 2016 | Colômbia           | Nairo Quintana#       | Movistar Team                             | 3 315,4 km (2 060,1 mi) | 83h 31' 28"  | + 1' 23"  | 1           |
| 2017 | Grâ-Bretanha       | Chris Froome&         | Team Sky                                  | 3 324,1 km (2 065,5 mi) | 82h 30' 02"  | + 2' 15"  | 2           |

### Vários vencedores
| Ciclista | Total | Years                  |
| -------- | ----- | ---------------------- |
|          | 4     | 2000, 2003, 2004, 2005 |
|          | 3     | 1992, 1993, 1994       |
|          | 3     | 2008, 2012, 2014       |
|          | 2     | 1935, 1936             |
|          | 2     | 1941, 1942             |
|          | 2     | 1972, 1974             |
|          | 2     | 1978, 1983             |
|          | 2     | 1985, 1989             |
|          | 2     | 1996, 1997             |

### Por nacionalidade
| Nationality    | No. of winning cyclists | No. of wins |
| -------------- | ----------------------- | ----------- |
| Espanha        | 24                      | 33          |
| França         | 8                       | 9           |
| Bélgica        | 6                       | 7           |
| Itália         | 6                       | 6           |
| Alemanha       | 3                       | 3           |
| Suíça          | 2                       | 5           |
| Colômbia       | 2                       | 2           |
| Países Baixos  | 2                       | 2           |
| Irlanda        | 1                       | 1           |
| Cazaquistão    | 1                       | 1           |
| Rússia         | 1                       | 1           |
| Estados Unidos | 1                       | 1           |
| Reino Unido    | 1                       | 1           |